# Curt Hohoff
Curt Hohoff, auch Kurt Hohoff, (* 18. März 1913 in Emden; † 14. Februar 2010 in München) war ein deutscher Schriftsteller, Literaturkritiker und Essayist.

## Leben
Von 1933 bis 1936 studierte Hohoff zunächst Medizin, dann Germanistik, Anglistik, Geschichte und Philosophie in München, Berlin, Münster und Cambridge. Mit einer Arbeit über Komik und Humor bei Heinrich von Kleist promovierte er an der Universität Münster bei Günther Müller zum Dr. phil. 1936–39 schrieb er u. a. Beiträge für die katholische Monatsschrift Hochland sowie für die Literaturzeitschrift Das Innere Reich. 1939–45 war er Soldat der Wehrmacht. 
Ab 1947 arbeitete er als Redakteur bei der Süddeutschen Zeitung, ab 1948 beim Rheinischen Merkur. Seit 1949 lebte er als freier Schriftsteller in München. Er schrieb auch Artikel für die Tageszeitung Die Welt. 1956 löste er mit dem Hinweis auf eine Textähnlichkeit zwischen zwei Gedichten Yvan Golls und Paul Celans, mit dem er dessen Epigonalität nachweisen wollte, die „Goll-Affäre“ aus. Die  bundesdeutschen Feuilletons diskutierten lebhaft und zum Teil mit antisemitischen Untertönen über angebliche Plagiate Celans, was diesen tief verletzte.

## Ehrungen, Mitgliedschaften
- 1954: Preis der Stiftung zur Förderung des Schrifttums
- 1956: Mitglied der Akademie der Künste (Berlin)
- 1966: Tukan-Preis
- 1992: Verdienstkreuz am Bande der Bundesrepublik Deutschland
- Mitglied der Bayerischen Akademie der Schönen Künste

## Werke (Auswahl)
- Komik und Humor bei Heinrich von Kleist. Ein Beitrag zur Klärung der geistigen Struktur eines Dichters. Ebering Verlag, Berlin 1937
- Der Hopfentreter. Erzählungen aus dem Kriege. Rütten & Loening, Potsdam 1941
- Hochwasser. Erzählungen. Nymphenburger Verlag, München 1948
- Adalbert Stifter, seine dichterischen Mittel und die Prosa des 19. Jahrhunderts. Schwann Verlag, Düsseldorf 1949
- Woina-Woina. Russisches Tagebuch. Diederichs Verlag, Düsseldorf und Köln 1951
- Feuermohn im Weizen. Roman. Diederichs Verlag, Düsseldorf und Köln 1953
- Geist und Ursprung. Zur modernen Literatur. Ehrenwirth Verlag, München 1954
- Paulus in Babylon. Roman. Herder Verlag, Freiburg 1956
- Flügel der Zeit. Deutsche Gedichte 1900-1950. Auswahl und Nachwort. Fischer Bücherei, Frankfurt am Main 1956
- Heinrich von Kleist in Selbstzeugnissen und Bilddokumenten. Rowohlt Verlag, Reinbek 1958
- Die verbotene Stadt. Erzählung. Hanser Verlag, München 1958
- Dichtung und Dichter der Zeit, vom Naturalismus zur Gegenwart. Bagel Verlag, Düsseldorf 1961–63 (zweibändiges Werk; zusammen mit Albert Soergel)[4]
- Wie schreibt man Literaturgeschichte? (Vortrag). Kutsch Verlag, Aachen 1962
- Gerd Gaiser. Werk und Gestalt. Hanser Verlag, München 1963
- Schnittpunkte. Gesammelte Aufsätze. Deutsche Verlags-Anstalt, Stuttgart 1963
- Gefährlicher Übergang. Erzählungen. Deutsche Verlags-Anstalt, Stuttgart 1964
- Die Märzhasen. Roman. Deutsche Verlags-Anstalt, Stuttgart 1966
- Gegen die Zeit. Theologie – Literatur – Politik. Essay. Stuttgart 1970
- München. Portrait einer Stadt. München 1971
- Jakob Michael Reinhold Lenz in Selbstzeugnissen und Bilddokumenten. Rowohlt Verlag, Reinbek 1977
- Johann Jakob Christoph von Grimmelshausen in Selbstzeugnissen und Bilddokumenten. Rowohlt Verlag, Reinbek 1978
- Unter den Fischen. Erinnerungen an Männer, Mädchen und Bücher (1934–1939). Wiesbaden 1982
- Venus im September. Roman. Wiesbaden 1984
- Besuch bei Kalypso. Landschaften und Bildnisse. Berlin 1988
- Johann Wolfgang Goethe. Dichtung und Leben. München 1989
- Scheda – im Flug vorbei. Roman einer Jugend. München 1993
- Veritas Christiana. Aufsätze zur Literatur. Köln 1994
- Glanz der Wirklichkeit. Essay. Wien, Leipzig 1998